# Alonso de Mercadillo
Alonso de Mercadillo y Villena fue un capitán español, fundador de las ciudades de Loja y Zaruma, y confundador también, junto con Hernando de Benavente, de la ciudad de Zamora de los Alcaides, todas ellas en el sur del actual Ecuador. Estas fundaciones se sitúan entre 1548 y 1549. Eran territorios adscritos a la Real Audiencia de Quito, pertenecientes en principio al Virreinato del Perú, y dos siglos después, al Virreinato de Nueva Granada. Los padres de Alonso de Mercadillo fueron don Luis de Mercadillo y doña Leonor de Villena.

## Breve biografía

### Orígenes

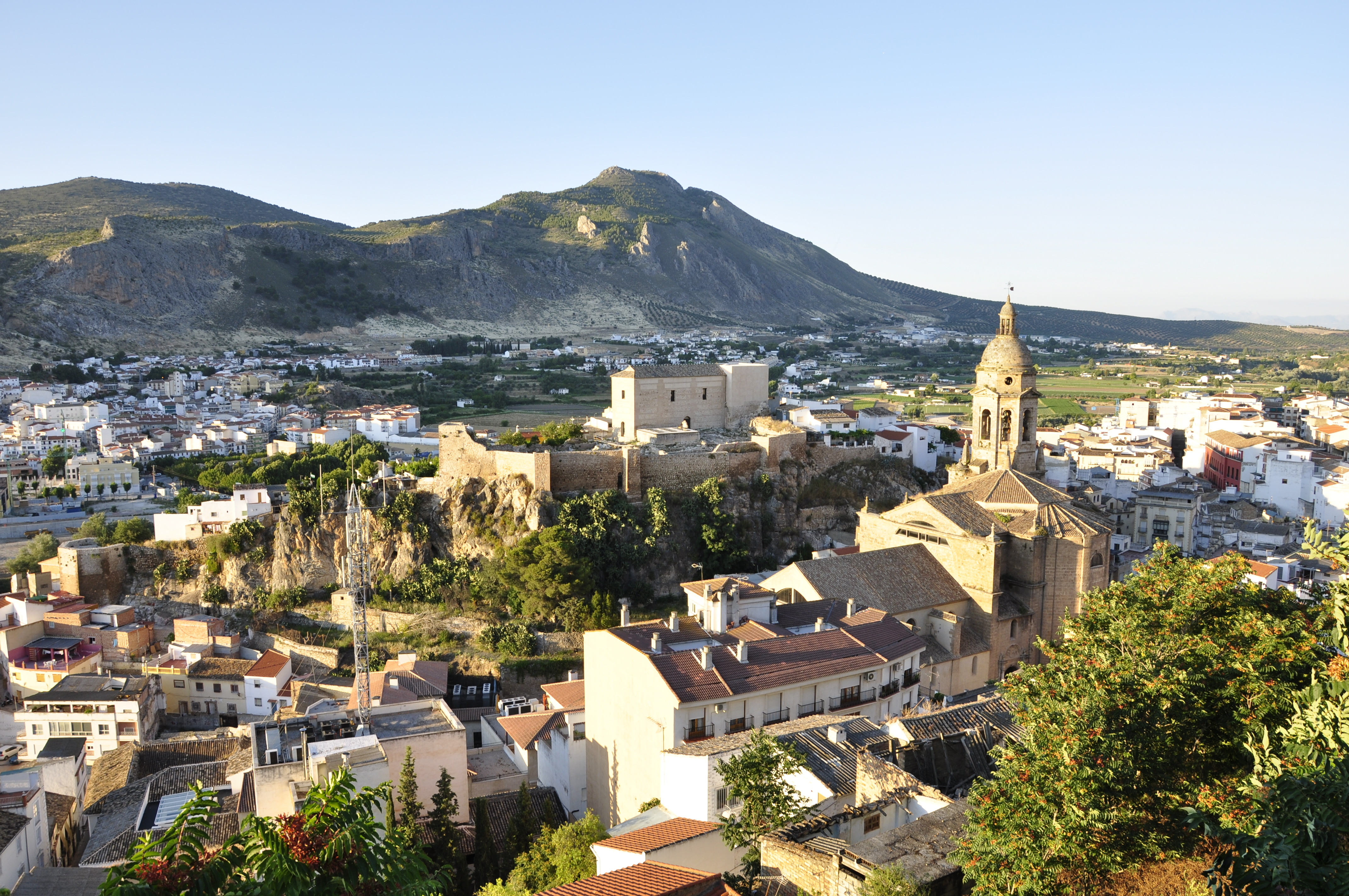
Loja, Granada

Alonso de Mercadillo fue natural de Loja, un pequeño municipio del reino de Granada (hoy Comunidad Autónoma de Andalucía), territorio recuperado por los Reyes Católicos tras la expulsión de los árabes en 1492, año en que sucedió también el descubrimiento de América. El nombre de Loja proviene de Loxa, cuya pronunciación primitiva era Losha. El toponímico significa almacén o lugar de abastecimiento. La hipótesis de que Loxa fuera una palabra de origen árabe no tiene fundamento, ya que el nombre data desde la Hispania romana, y su fonética tampoco corresponde al supuesto significado árabe que se le atribuye: custodia protectora. 
La fecha de nacimiento del capitán Mercadillo se desconoce, pero probablemente se sitúa a inicios del siglo XVI. Mercadillo vivió bajo los reinados de Carlos I de España, y de Felipe II. España comprendía entonces los Países Bajos españoles, los reinos de Nápoles, Sicilia, Cerdeña, Malta, además de los reinos de Castilla, León, Aragón, Navarra y Granada, sumados a los reinos de América y Filipinas. Los territorios de ultramar, en principio extensiones del reino de Castilla, alcanzaron cinco continentes, siendo España el imperio "donde el sol no se pone". 

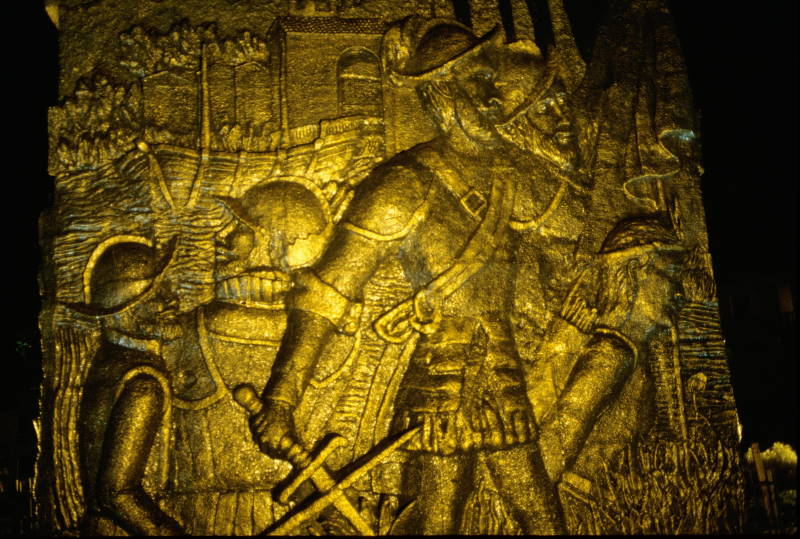
Bajorrelieve representando una escena de la conquista, en Loja Ecuador

El espíritu  invencible de los hombres de esa época, propio de los Tercios españoles, movió a los conquistadores a realizar las más increíbles y maravillosas proezas que se hayan registrado en la historia. El lema de estos hombres bizarros era: "No hay un lugar de la tierra sin una tumba española", o "Hablaremos de rendirnos solo después de muertos". Los libros de caballería (como Las sergas de Esplandián, o  Amadís de Gaula) inspiraron sus grandes gestas. Nombres como California, Orlando, Amazonas, etc., provienen de aquella literatura caballeresca tan popular en esa época.

### Expediciones y fundaciones

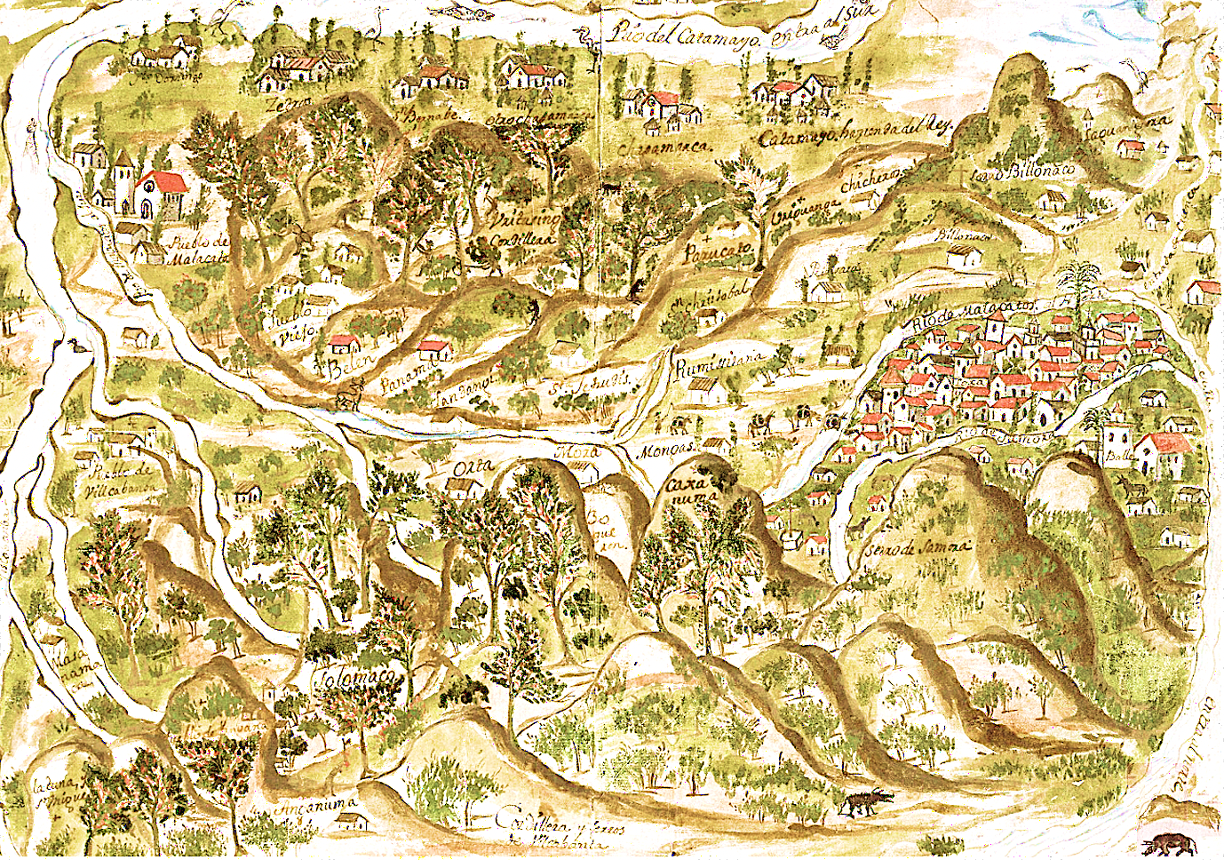
Mapa de la Provincia de Loja con los montes donde crecía la quina con la que comerciaban judíos.

Según el hispanista Marcos Jiménez de la Espada, Alonso de Mercadillo se embarcó para América en 1535, en el puerto de Sanlúcar de Barrameda, en una expedición destinada a pacificar la Gobernación de Veragua (hoy Panamá), otorgada a los descendientes de Cristóbal Colón. Después de muchas vicisitudes, Mercadillo llegó al Perú para ponerse a las órdenes de Francisco Pizarro. Participó en la batalla de Salinas, donde el bando pizarrista triunfó del de Almagro. Posteriormente, al sublevarse Gonzalo Pizarro en la Guerra de los Encomenderos, Alonso de Mercadillo tomó partido a favor del rey, que terminó con la decapitación de Gonzalo Pizarro tras la batalla de Xaxilajuana.
Dos años antes de fundar la ciudad de Loja , Alonso de Mercadillo había fundado un asentamiento llamado La Zarza, por órdenes de Gonzalo Pizarro, en un lugar llamado Carrochamba, cuya ubicación se discute hasta hoy. Según una probanza de Juan de Salinas y Loyola (cronista y brazo derecho de Mercadillo), esta fundación fue un primer intento de poblar una ciudad al sur de la Real Audiencia de Quito, pero no prosperó por estar asentada en un sitio insalubre. La  fundación definitiva de Loja se daría en 1548 por orden del Pacificador Pedro de la Gasca, en el valle de Cuxibamba, con el nombre de la Inmaculada Concepción de Loja.
Jiménez de la Espada sostiene que Mercadillo fue uno el primeros en descubrir las regiones orientales del Marañón Amazonas. Dicha expedición fracasó por el boicot de sus hombres debido a los innumerables peligros de la terrible aventura. Regresaron con Mercadillo encadenado a Xauxa, para entregarlo al Tribunal del Santo Oficio  con la acusación de irascible y blasfemo. El Tribunal no halló en la acusación materia grave y Mercadillo fue absuelto de inmediato. Mercadillo se adentró cuatro años antes en las regiones que más tarde atravesaría Francisco de Orellana, en la expedición o en busca de El Dorado, en 1542, y que terminaría con el descubrimiento del río Amazonas. 

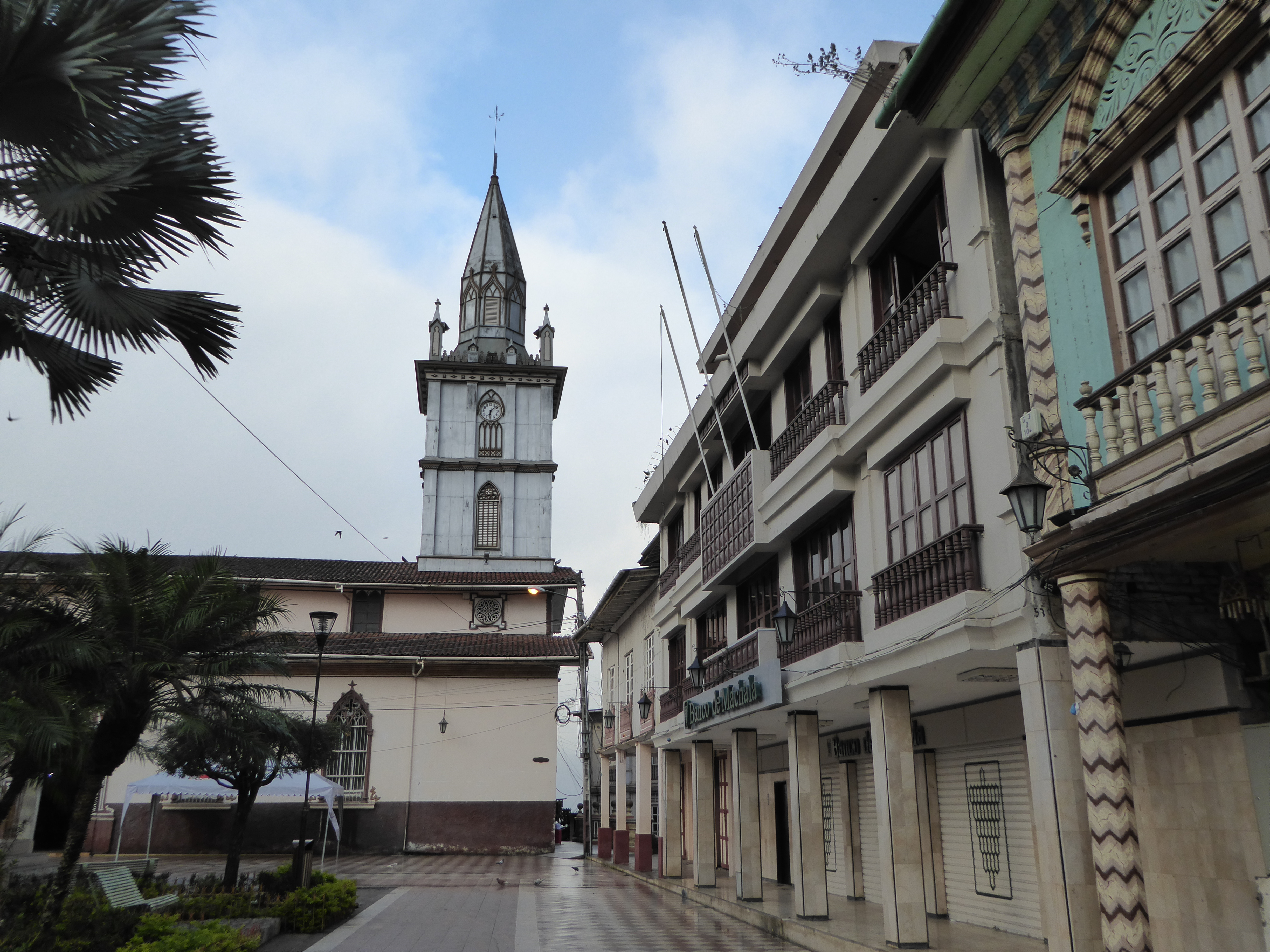
Zaruma

El pacificador Pedro de la Gasca ordenó al capitán Mercadillo continuar poblando el sur de la Real Audiencia de Quito. A esta orden obedecen las fundaciones de las villas de Zaruma y Zamora.
Según las probanzas del adelantado Juan de Salinas y Loyola, la Gobernación de Loja aspiraba a convertirse en una suerte de corredor geográfico entre el Pacífico y el Atlántico, teniendo como vía principal el río Amazonas, siendo la ciudad de Loja su capital estratégica. Desde Loja partieron posteriormente las expediciones de Juan de Salinas y Diego Vaca de Vega que integrarían las gobernaciones de Jaén y de Mainas a la Real Audiencia de Quito.

### Fallecimiento
Alonso de Mercadillo murió en Loja en 1560. Su casa, heredada por su viuda, doña Francisca de Villalobos, se ubicaba frente a la plaza Central, junto a la actual Gobernación de Loja. Un alcalde desconocedor de la historia ordenó en 1967 la demolición  de esa casa, que estaba en ruinas, y que hacía esquina con las actuales calles Bernardo Valdivieso y 10 de Agosto. 

## Monumento

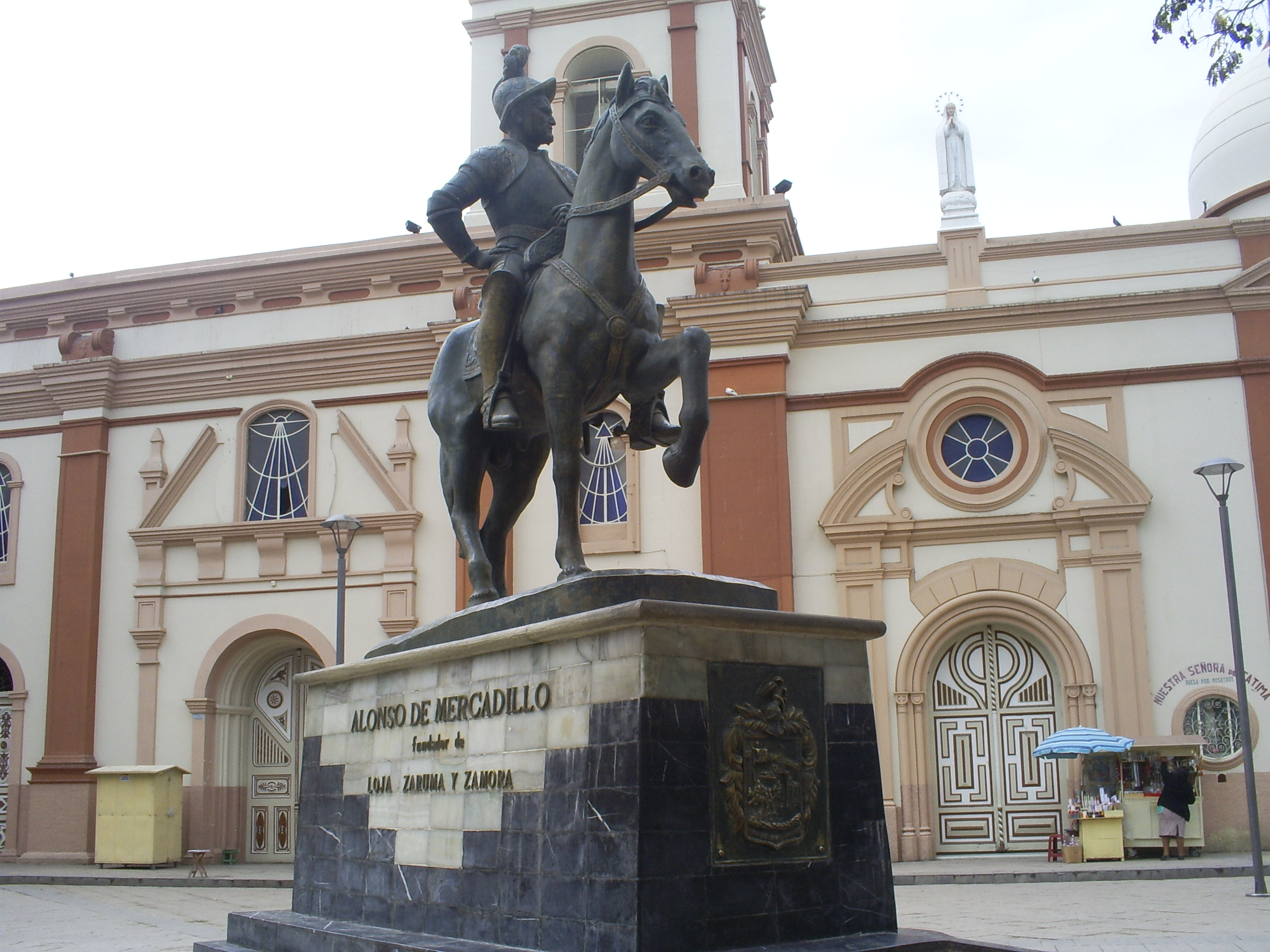
Monumento en Loja

En homenaje a Alonso de Mercadillo se alza en Loja un monumento ecuestre.  La estatua  se ubica en la plaza  San Francisco. Las placas del monumento dicen: "Loja rinde honor al Cap. Alonso  de Mercadillo, fundador de Loja, Zamora y Zaruma". “El Ilustre Municipio de Loja, con motivo de la visita de la delegación del ayuntamiento de Loja de España a Loja de Ecuador, ratifica el hermanamiento entre estas dos ciudades en el afán de establecer lazos de hermandad y solidaridad, que impulsan el agradecimiento de sus pueblos”. Otra de las inscripciones reza: “El Ilustre consejo municipal de Loja al Ilustre fundador de la ciudad Capitán Alonso de Mercadillo ”. 
Este es un monumento insigne a uno de los conquistadores más importantes de la época hispana, en los territorios circunscritos al actual Ecuador y Perú. Especialmente para las ciudades australes del Ecuador. Las fundaciones de Mercadillo sirvieron después para que misioneros y expedicionarios salieran a la conquista de la Amazonía, cuyos territorios fueron integrados a la Comandancia General de Maynas. 
| Predecesor: No existe (creación del título) | Teniente de Loja 1547-1551 | Sucesor: Gonzalo Gómez de Salazar |